# 瓜氨酸血症
瓜氨酸血症（Citrullinemia）是一種遺傳的障礙，使得血液內積聚氨及其他有毒物質。瓜氨酸血症屬於一類遺傳病，稱為尿素循環代謝障礙。尿素循環是一連串的在肝臟內的化學反應，包括處理因身體使用蛋白質而產生過多的氮，製造尿素，並由腎臟排出體外。
瓜氨酸血症有兩種不同的種類，各自有著不同的徵狀，且由不同的基因突變所引起。兩個種類都是由染色體隱性遺傳的。由於基因的突變，使得在尿素循環中的一些酶出現缺乏，而令血液內的瓜氨酸水平上升，所以此症被稱為瓜氨酸血症。

## 種類

### 瓜氨酸血症1型
瓜氨酸血症1型（OMIM 215700），亦稱為典型瓜氨酸血症，一般在出生後數日便會發現。受影響的嬰兒在出生後表現正常，但當氨的水平在身體內不斷上升時，嬰兒會顯得缺乏力量（昏睡）、食慾不振、嘔吐、癲癇及失去知覺等。這些徵狀甚至可以是致命的。另一種較溫和及少見的瓜氨酸血症1型會在小孩或成人時期發生。有些人因基因突變所引致的瓜氨酸血症1型會完全沒有任何失調的徵狀。
瓜氨酸血症1型是最普遍的障礙，在全球每五萬七千的初生嬰兒中，約有一個會患上此症。此症的病因是精氨基琥珀酸合成基因的突變。精氨基琥珀酸合酶（EC6.3.4.5）是負責尿素循環中的一個步驟。這個基因的突變會減弱此種酶的活動，從而使尿素循環瓦解，身體未能有效地處理過多的氮。過多的氮（以氨的形式），及其他在尿素循環中的副產物會積聚在血液內，引致以上瓜氨酸血症1型的病徵。

### 瓜氨酸血症2型
瓜氨酸血症2型（OMIM 605814及OMIM 603471）的病徵一般會在成年時出現，主要是影響神經系統。特徵包括有精神錯亂、異常的行徑（如帶有侵略性、過敏及過動）、癲癇及昏迷。這些徵狀亦是可以致命的，且是因某些藥物、感染及喝酒所引發。
瓜氨酸血症2型主要在日本發現，約每100,000至230,000的人口中就會有1人患上。在東亞及中東等地區亦有這個病症的報告。基因SLC25A13的突變是引致瓜氨酸血症2型的主因。這個基因製造一種稱為檸檬素的蛋白質，主要負責控制某些分子進出線粒體。這些分子對尿素循環十分重要，亦會涉及製造蛋白質及核苷酸。SLC25A13的突變一般會阻止檸檬素的生成，從而阻礙尿素循環及蛋白質與核苷酸的生成。這會導致氨及其他有毒物質的水平上升，引發瓜氨酸血症2型的病徵。
在嬰兒時患有一種肝臟障礙，稱為新生兒肝內膽汁瘀積的人亦可能會患上瓜氨酸血症2型。這種障礙阻止身體內膽汁的流動，並阻礙身體正常地吸收某些營養物。在很多情況下，病徵會在一年內得到解決。但是在一些年日後，有些人亦會出現瓜氨酸血症2型的病徵。有研究顯示很多患有新生兒肝內膽汁瘀積的嬰兒，須患有瓜氨酸血症2型的成年人一樣，有著SLC25A13基因的突變。

## 內部連結
- 高氨血症（英语：Hyperammonemia）
- 酮酸血症

## 外部連結
- The U.S. National Library of Medicine （页面存档备份，存于） （英文）